# ريبادافيا
ريبادافيا هي مدينة وبلدية وعاصمة كوماركا ريبيرو تقع في الجنوب الغربي من مقاطعة أورينسي ضمن منطقة جليقية ذاتية الحكم، إسبانيا. تقع المنطقة الحضرية على الضفة اليمنى لنهر مينهو والمجرى الأخير لنهر أفيا بالقرب من طريق N-120 والطريق السريع A-52 ، تبعد 25 كيلومترًا (16 ميلًا) عن عاصمة المقاطعة و80 كيلومترًا (50 ميلًا) عن فيغو.

## الديموغرافيا
بلغ عدد سكان بلدية ريبادافيا 5.459 نسمة عام 2011 (وفقاً للمعهد الوطني للإحصاء الإسباني).
| 5.650 | 5.556 | 5.447 | 5.494 | 5.390 | 5.519 | 5.459 |